# Allium corsicum
Allium corsicum — вид рослин з родини амарилісових (Amaryllidaceae); ендемік острова Корсика.

## Опис
Розмноження в основному вегетативне в дикій природі.

## Поширення
Ендемік східного узбережжя острова Корсика. Вид росте в прибережних, піщаних місцях.

## Загрози й охорона
Загрозами є туризм і рекреаційні заходи.